# Världsmästerskapet i volleyboll för klubblag 2018 (damer)
Världsmästerskapet i volleyboll för klubblag 2018 utspelade sig mellan 4 och 9 december 2018 i Shaoxing, Kina. I turneringen deltog åtta lag. Vakıfbank SK vann tävlingen för andra gången i rad och tredje totalt.

## Regelverk

### Upplägg
Tävlingen skedde i tre faser, en gruppspelsfas följd av en slutspelsfas i cupformat.
- Gruppspelet skedde med två grupper om fyra lag. Alla lag mötte alla lag i sin grupp.
- De två första i varje grupp gick vidare till slutspel med semifinal, match om tredjepris och final. Alla möten bestämdes direkt genom en match.
- De två sista i varje grupp gick till ett motsvarande slutspel om matcherna 5-8.

### Metod för att bestämma tabellplacering
Om slutresultatet blev 3-0 eller 3-1 tilldelades 3 poäng till det vinnande laget och 0 till det förlorande laget, om slutresultatet blev 3-2 tilldelades 2 poäng till det vinnande laget och 1 till det förlorande laget. 
Rankningsordningen i serien definierades utifrån:
- Antal vunna matcher
- Poäng
- Kvot vunna / förlorade set
- Kvot vunna / förlorade poäng.
- Inbördes möten

## Deltagande lag
| Lag               | Turnering                                                       | Deltog senast                                     |
| ----------------- | --------------------------------------------------------------- | ------------------------------------------------- |
| Minas Tênis Clube | 1:a Campeonato Sudamericano de Clubes de Voleibol Femenino 2018 | Debut                                             |
| Praia Clube       | Wild card                                                       | Debut                                             |
| Zhejiang          | Organisatör                                                     | Debut                                             |
| Volero Le Cannet  | Wild card                                                       | Debut                                             |
| VK Altaj          | Wild card                                                       | Debut                                             |
| Supreme VC        | 1:a Asian Women's Club Volleyball Championship 2017             | Debut                                             |
| Eczacıbaşı SK     | Wild card                                                       | Världsmästerskapet i volleyboll för klubblag 2017 |
| Vakıfbank SK      | 1:a CEV Champions League 2017–18                                | Världsmästerskapet i volleyboll för klubblag 2017 |

## Turneringen

### Gruppspelsfasen
| Grupp A           | Grupp B       |
| ----------------- | ------------- |
| Minas Tênis Clube | Praia Clube   |
| Zhejiang          | VK Altaj      |
| Volero Le Cannet  | Supreme VC    |
| Vakıfbank SK      | Eczacıbaşı SK |

#### Grupp A

##### Resultat
| 4 december 2018 Shaoxing Olympic Sports Center, Shaoxing Speltid: 2h:01 - Åskådare: 1 145 | Minas Tênis Clube | 3 - 2 | Volero Le Cannet  | 17-25, 25-20, 25-16, 17-25, 16-14 |
| 4 december 2018 Shaoxing Olympic Sports Center, Shaoxing Speltid: 1h:10 - Åskådare: 7 357 | Zhejiang          | 0 - 3 | Vakıfbank SK      | 20-25, 13-25, 13-25               |
| 5 december 2018 Shaoxing Olympic Sports Center, Shaoxing Speltid: 1h:14 - Åskådare: 2 111 | Vakıfbank SK      | 3 - 0 | Volero Le Cannet  | 25-21, 25-15, 25-17               |
| 5 december 2018 Shaoxing Olympic Sports Center, Shaoxing Speltid: 1h:33 - Åskådare: 2 496 | Zhejiang          | 1 - 3 | Minas Tênis Clube | 12-25, 25-21, 10-25, 17-25        |
| 7 december 2018 Shaoxing Olympic Sports Center, Shaoxing Speltid: 1h:28 - Åskådare: 5 104 | Vakıfbank SK      | 3 - 0 | Minas Tênis Clube | 25-23, 30-28, 25-18               |
| 7 december 2018 Shaoxing Olympic Sports Center, Shaoxing Speltid: 2h:02 - Åskådare: 5 375 | Zhejiang          | 3 - 2 | Volero Le Cannet  | 16-25, 25-19, 19-25, 26-24, 16-14 |

##### Sluttabell
| Fos | Lag               | Pt | M | V | F | SV | SF | Ratio | PF  | PS  | Ratio |
| --- | ----------------- | -- | - | - | - | -- | -- | ----- | --- | --- | ----- |
| 1   | Vakıfbank SK      | 9  | 3 | 3 | 0 | 9  | 0  | MAX   | 230 | 168 | 1.369 |
| 2   | Minas Tênis Clube | 5  | 3 | 2 | 1 | 6  | 6  | 1.000 | 265 | 243 | 1.090 |
| 3   | Zhejiang          | 2  | 3 | 1 | 2 | 4  | 8  | 0.500 | 211 | 278 | 0.758 |
| 4   | Volero Le Cannet  | 2  | 3 | 0 | 3 | 4  | 9  | 0.444 | 260 | 277 | 0.938 |

#### Grupp B

##### Resultat
| 4 december 2018 Shaoxing Olympic Sports Center, Shaoxing Speltid: 1h:23 - Åskådare: 1 145 | Supreme VC    | 0 - 3 | Praia Clube   | 22-25, 16-25, 14-25        |
| 4 december 2018 Shaoxing Olympic Sports Center, Shaoxing Speltid: 1h:05 - Åskådare: 893   | Eczacıbaşı SK | 3 - 0 | VK Altaj      | 25-10, 25-11, 25-15        |
| 5 december 2018 Shaoxing Olympic Sports Center, Shaoxing Speltid: 1h:14 - Åskådare: 1 118 | Praia Clube   | 3 - 0 | VK Altaj      | 25-14, 25-16, 25-17        |
| 5 december 2018 Shaoxing Olympic Sports Center, Shaoxing Speltid: 1h:03 - Åskådare: 1 157 | Supreme VC    | 0 - 3 | Eczacıbaşı SK | 15-25, 11-25, 17-25        |
| 7 december 2018 Shaoxing Olympic Sports Center, Shaoxing Speltid: 1h:53 - Åskådare: 1 273 | Supreme VC    | 3 - 1 | VK Altaj      | 25-23, 25-20, 17-25, 25-17 |
| 7 december 2018 Shaoxing Olympic Sports Center, Shaoxing Speltid: 1h:54 - Åskådare: 2 137 | Praia Clube   | 1 - 3 | Eczacıbaşı SK | 27-25, 21-25, 11-25, 21-25 |

##### Sluttabell
| Fos | Lag           | Pt | M | V | F | SV | SF | Ratio | PF  | PS  | Ratio |
| --- | ------------- | -- | - | - | - | -- | -- | ----- | --- | --- | ----- |
| 1   | Eczacıbaşı SK | 9  | 3 | 3 | 0 | 9  | 1  | 9.000 | 250 | 159 | 1.572 |
| 2   | Praia Clube   | 6  | 3 | 2 | 1 | 7  | 3  | 2.333 | 230 | 199 | 1.155 |
| 3   | Supreme VC    | 3  | 3 | 1 | 2 | 3  | 7  | 0.428 | 187 | 235 | 0.795 |
| 4   | VK Altaj      | 0  | 3 | 0 | 3 | 1  | 9  | 0.111 | 168 | 242 | 0.694 |

### Slutspelsfasen

#### Spel om plats 1-4
|  | Semifinaler       | Semifinaler |              |                   | Final               | Final               |  |
|  |                   |             |              |                   |                     |                     |  |
|  |                   |             |              |                   |                     |                     |  |
|  | Eczacıbaşı SK     | 2           |              |                   |                     |                     |  |
|  | Eczacıbaşı SK     | 2           |              |                   |                     |                     |  |
|  | Minas Tênis Clube | 3           |              |                   |                     |                     |  |
|  | Minas Tênis Clube | 3           |              | Minas Tênis Clube | 0                   |                     |  |
|  |                   |             |              | Minas Tênis Clube | 0                   |                     |  |
|  |                   |             | Vakıfbank SK | 3                 |                     |                     |  |
|  | Vakıfbank SK      | 3           | Vakıfbank SK | 3                 |                     |                     |  |
|  | Vakıfbank SK      | 3           |              |                   |                     |                     |  |
|  | Praia Clube       | 1           |              |                   | Match om tredjepris | Match om tredjepris |  |
|  | Praia Clube       | 1           |              |                   |                     |                     |  |
|  |                   |             |              |                   |                     |                     |  |
|  |                   |             |              |                   | Eczacıbaşı SK       | 3                   |  |
|  |                   |             |              |                   | Eczacıbaşı SK       | 3                   |  |
|  |                   |             |              |                   | Praia Clube         | 0                   |  |
|  |                   |             |              |                   | Praia Clube         | 0                   |  |
|  |                   |             |              |                   |                     |                     |  |
|  |                   |             |              |                   |                     |                     |  |
|  |                   |             |              |                   |                     |                     |  |

##### Semifinaler
| 8 december 2018 Shaoxing Olympic Sports Center, Shaoxing Speltid: 2h:11 - Åskådare: 5 764 | Eczacıbaşı SK | 2 - 3 | Minas Tênis Clube | 25-22, 24-26, 13-25, 25-23, 12-15 |
| 8 december 2018 Shaoxing Olympic Sports Center, Shaoxing Speltid: 2h:04 - Åskådare: 5 693 | Vakıfbank SK  | 3 - 1 | Praia Clube       | 25-21, 25-21, 22-25, 25-18        |

##### Match om tredjepris
| 9 december 2018 Shaoxing Olympic Sports Center, Shaoxing Speltid: 1h:16 - Åskådare: 4 886 | Eczacıbaşı SK | 3 - 0 | Praia Clube | 25-16, 25-18, 25-19 |

##### Final
| 9 december 2018 Shaoxing Olympic Sports Center, Shaoxing Speltid: 1h:29 - Åskådare: 7 896 | Minas Tênis Clube | 0 - 3 | Vakıfbank SK | 23-25, 21-25, 19-25 |

#### Spel om plats 5-8
|  | Semifinaler      | Semifinaler |                  |          | Match om femteplats  | Match om femteplats  |  |
|  |                  |             |                  |          |                      |                      |  |
|  |                  |             |                  |          |                      |                      |  |
|  | Zhejiang         | 2           |                  |          |                      |                      |  |
|  | Zhejiang         | 2           |                  |          |                      |                      |  |
|  | VK Altaj         | 3           |                  |          |                      |                      |  |
|  | VK Altaj         | 3           |                  | VK Altaj | 3                    |                      |  |
|  |                  |             |                  | VK Altaj | 3                    |                      |  |
|  |                  |             | Volero Le Cannet | 0        |                      |                      |  |
|  | Supreme VC       | 1           | Volero Le Cannet | 0        |                      |                      |  |
|  | Supreme VC       | 1           |                  |          |                      |                      |  |
|  | Volero Le Cannet | 3           |                  |          | Match om sjundeplats | Match om sjundeplats |  |
|  | Volero Le Cannet | 3           |                  |          |                      |                      |  |
|  |                  |             |                  |          |                      |                      |  |
|  |                  |             |                  |          | Zhejiang             | 3                    |  |
|  |                  |             |                  |          | Zhejiang             | 3                    |  |
|  |                  |             |                  |          | Supreme VC           | 1                    |  |
|  |                  |             |                  |          | Supreme VC           | 1                    |  |
|  |                  |             |                  |          |                      |                      |  |
|  |                  |             |                  |          |                      |                      |  |
|  |                  |             |                  |          |                      |                      |  |

##### Semifinaler
| 8 december 2018 Shaoxing Olympic Sports Center, Shaoxing Speltid: 2h:08 - Åskådare: 2 495 | Zhejiang   | 2 - 3 | VK Altaj         | 14-25, 25-18, 23-25, 25-23, 9-15 |
| 8 december 2018 Shaoxing Olympic Sports Center, Shaoxing Speltid: 1h:42 - Åskådare: 2 723 | Supreme VC | 1 - 3 | Volero Le Cannet | 17-25, 20-25, 25-23, 21-25       |

##### Match om sjundeplats
| 9 december 2018 Shaoxing Olympic Sports Center, Shaoxing Speltid: 1h:40 - Åskådare: 1 911 | Zhejiang | 3 - 1 | Supreme VC | 25-22, 20-25, 25-13, 25-19 |

##### Match om femteplats
| 9 december 2018 Shaoxing Olympic Sports Center, Shaoxing Speltid: h:22 - Åskådare: 2 634 | VK Altaj | 3 - 0 | Volero Le Cannet | 26-24, 25-14, 25-13 |

## Slutplaceringar
| Pos | Lag               |
| --- | ----------------- |
|     | Vakıfbank SK      |
|     | Minas Tênis Clube |
|     | Eczacıbaşı SK     |
| 4   | Praia Clube       |
| 5   | VK Altaj          |
| 6   | Volero Le Cannet  |
| 7   | Zhejiang          |
| 8   | Supreme VC        |

## Individuella utmärkelser
| Utmärkelse          | Namn               | Lag               |
| ------------------- | ------------------ | ----------------- |
| MVP                 | Zhu Ting           | Vakıfbank SK      |
| Bästa passare       | Mácris Carneiro    | Minas Tênis Clube |
| Bästa högerspiker   | Tijana Bošković    | Eczacıbaşı SK     |
| Bästa vänsterspiker | Gabriela Guimarães | Minas Tênis Clube |
| Bästa vänsterspiker | Zhu Ting           | Vakıfbank SK      |
| Bästa center        | Mayany de Souza    | Minas Tênis Clube |
| Bästa center        | Milena Rašić       | Vakıfbank SK      |
| Bästa libero        | Gizem Örge         | Vakıfbank SK      |